# FIBA AmeriCup femenina de 2025
La V FIBA AmeriCup Femenina de 2025 fue la 18.ª edición del campeonato de selecciones nacionales femeninas de baloncesto del continente americano. Se disputó del 28 de junio al 6 de julio de 2025 en la ciudad de Santiago, Chile. 
El ganador Estados Unidos aseguró directamente un lugar en la Copa Mundial de Baloncesto Femenino de 2026, que se jugará en la ciudad de Berlín, Alemania  y los equipos que ocuparon los puestos del 2 al 6 jugarán en los Torneos Clasificatorios para la Copa del Mundo de Baloncesto Femenino FIBA 2026.
El evento se realizó en el Centro de Deportes Colectivos (CECO) en el Parque Estadio Nacional, en la capital chilena, parte de las instalaciones deportivas construidos para los Juegos Panamericanos Santiago 2023.

## Equipos participantes
Los equipos se clasificaron a la AmeriCup de la siguiente forma: los equipos de la zona norteamericana recibieron entrada automática en representación de su región, cuatro selecciones centroamericanas clasificaron a través del Centrobasket Femenino 2024 y dos selecciones sudamericanas clasificaron a través del Campeonato Sudamericano de Baloncesto Femenino de 2024.
| Norteamérica          | Centroamérica y el Caribe                           | Sudamérica                                                |
| --------------------- | --------------------------------------------------- | --------------------------------------------------------- |
| Canadá Estados Unidos | El Salvador México Puerto Rico República Dominicana | Argentina Brasil (campeón defensor) Chile (sede) Colombia |

## Sorteo
El sorteo de grupos se realizó el 26 de marzo en la ciudad de Miami, Florida en Estados Unidos.
| Grupo A              | Grupo B        |
| -------------------- | -------------- |
| República Dominicana | México         |
| Argentina            | Colombia       |
| Canadá               | Estados Unidos |
| El Salvador          | Chile          |
| Brasil               | Puerto Rico    |

## Fase de grupos

### Grupo A
| Pos. | Equipo               | Pts | PJ | G | P | PF  | PC  | DP   |
| ---- | -------------------- | --- | -- | - | - | --- | --- | ---- |
| 1.   | Brasil               | 8   | 4  | 4 | 0 | 324 | 210 | 114  |
| 2.   | Canadá               | 7   | 4  | 3 | 1 | 318 | 202 | 116  |
| 3.   | Argentina            | 6   | 4  | 2 | 2 | 241 | 250 | -9   |
| 4.   | República Dominicana | 5   | 4  | 1 | 3 | 204 | 281 | -77  |
| 5.   | El Salvador          | 4   | 4  | 0 | 4 | 199 | 343 | -144 |

|  | Clasificado a la siguiente fase del torneo |

Los horarios corresponden al huso horario de Santiago, (UTC–4).
Fecha 1
| 28 de junio | El Salvador                                                                       | 34–100                             | Canadá                                                    | Santiago |  |
| 11:40       | Parciales: 9-26, 16-32, 5-18, 4-24                                                | Parciales: 9-26, 16-32, 5-18, 4-24 | Parciales: 9-26, 16-32, 5-18, 4-24                        | |  |
|             | Estadísticas G. Escobar, K. Villalobos 8 Kimberly Villalobos 6 Cuatro jugadoras 1 | Reporte Pts Reb Asts               | Estadísticas 11 Tara Wallack 12 Yvonne Ejim 8 Shay Colley | Pabellón: Centro de Deportes Colectivos Asistencia: 150 espectadores Árbitros: Krishna Domínguez Roberto Fernández Claudio Andrés Osorio Vargas |  |

| 28 de junio | Argentina                                                            | 50–71                              | Brasil                                                                    | Santiago |  |
| 14:10       | Parciales: 4-22, 21-18, 16-8, 9-23                                   | Parciales: 4-22, 21-18, 16-8, 9-23 | Parciales: 4-22, 21-18, 16-8, 9-23                                        | |  |
|             | Estadísticas Amaiquen Siciliano 12 Melisa Gretter 6 Melisa Gretter 4 | Reporte Pts Reb Asts               | Estadísticas 24 Damiris Dantas 11 Kamilla Silva 4 B. Nascimento, K. Silva | Pabellón: Centro de Deportes Colectivos Asistencia: 530 espectadores Árbitros: Andrés Bartel Julirys Guzmán Galeano Lauren Niemera |  |

Fecha 2
| 29 de junio | República Dominicana                                                                             | 61–59                                | El Salvador                                                                | Santiago |  |
| 11:40       | Parciales: 8-12, 17-17, 17-18, 19-12                                                             | Parciales: 8-12, 17-17, 17-18, 19-12 | Parciales: 8-12, 17-17, 17-18, 19-12                                       | |  |
|             | Estadísticas Cesarina Capellán 24 C. Capellán, H. De Los Santos 10 C. Capellán, G. Evangelista 3 | Reporte Pts Reb Asts                 | Estadísticas 22 Hillary Martínez 13 Kimberly Villalobos 5 Hillary Martínez | Pabellón: Centro de Deportes Colectivos Árbitros: Lauren Niemiera Carmelo de la Rosa Álvarez Yezid Valentine Carreño Pinzón |  |

| 29 de junio | Canadá                                                                        | 71–48                                | Argentina                                                            | Santiago |  |
| 14:10       | Parciales: 20-12, 15-8, 23-14, 13-14                                          | Parciales: 20-12, 15-8, 23-14, 13-14 | Parciales: 20-12, 15-8, 23-14, 13-14                                 | |  |
|             | Estadísticas Shayeann Day-Wilson 18 Yvonne Ejim 12 S. Swords, S. Day-Wilson 4 | Reporte Pts Reb Asts                 | Estadísticas 12 Andrea Boquete 6 Candela Gentinetta 6 Melisa Gretter | Pabellón: Centro de Deportes Colectivos Árbitros: Julirys Guzmán Galeano Krishna Domínguez Claudio Andrés Osorio Vargas |  |

Fecha 3
| 30 de junio | Argentina                                                          | 67–51                                | República Dominicana                                                    | Santiago |  |
| 11:40       | Parciales: 20-9, 18-11, 18-18, 11-13                               | Parciales: 20-9, 18-11, 18-18, 11-13 | Parciales: 20-9, 18-11, 18-18, 11-13                                    | |  |
|             | Estadísticas Florencia Chagas 23 Diana Cabrera 15 Melisa Gretter 4 | Reporte Pts Reb Asts                 | Estadísticas 17 Cesarina Capellán 6 G. Reynoso, A. Hodge 2 Yirsy Queliz | Pabellón: Centro de Deportes Colectivos Asistencia: 220 espectadores Árbitros: Andrés Bartel Krishna Domínguez Yezid Valentine Carreño Pinzón |  |

| 30 de junio | Brasil                                                            | 74–65                                | Canadá                                                                       | Santiago |  |
| 14:10       | Parciales: 20-17, 14-21, 25-22, 15-5                              | Parciales: 20-17, 14-21, 25-22, 15-5 | Parciales: 20-17, 14-21, 25-22, 15-5                                         | |  |
|             | Estadísticas Damiris Dantas 20 Damiris Dantas 14 Tres jugadoras 4 | Reporte Pts Reb Asts                 | Estadísticas 14 Shayeann Day-Wilson 12 Kayla Alexander 5 Shayeann Day-Wilson | Pabellón: Centro de Deportes Colectivos Árbitros: Carmelo De La Rosa Álvarez Lauren Niemiera Julirys Guzmán Galeano |  |

Fecha 4
| 1 de julio | República Dominicana                                                    | 46–73                               | Brasil                                                             | Santiago |  |
| 11:40      | Parciales: 5-31, 13-15, 18-20, 10-7                                     | Parciales: 5-31, 13-15, 18-20, 10-7 | Parciales: 5-31, 13-15, 18-20, 10-7                                | |  |
|            | Estadísticas Yohanna Morton 12 Hellary De Los Santos 8 Tres jugadoras 2 | Reporte Pts Reb Asts                | Estadísticas 14 Bella Nascimento 8 Thayna Silva 7 Bella Nascimento | Pabellón: Centro de Deportes Colectivos Árbitros: Aline García Claudio Andrés Osorio Vargas Julirys Guzmán Laureano |  |

| 1 de julio | El Salvador                                                                   | 57–76                                 | Argentina                                                       | Santiago |  |
| 14:10      | Parciales: 14-16, 14-22, 18-15, 11-23                                         | Parciales: 14-16, 14-22, 18-15, 11-23 | Parciales: 14-16, 14-22, 18-15, 11-23                           | |  |
|            | Estadísticas Hillary Martínez 18 Kimberly Villalobos 13 Kimberly Villalobos 5 | Reporte Pts Reb Asts                  | Estadísticas 14 Diana Cabrera 15 Diana Cabrera 8 Melisa Gretter | Pabellón: Centro de Deportes Colectivos Árbitros: Carmelo De La Rosa Álvarez Yezid Valentine Carreño Pinzón Roberto Fernández |  |

Fecha 5
| 2 de julio | Brasil                                                                    | 106–49                                | El Salvador                                                         | Santiago |  |
| 11:40      | Parciales: 24-10, 24-15, 31-14, 27-10                                     | Parciales: 24-10, 24-15, 31-14, 27-10 | Parciales: 24-10, 24-15, 31-14, 27-10                               | |  |
|            | Estadísticas Damiris Dantas 21 Thayna Silva 11 C. Martins, V. Marcelino 6 | Reporte Pts Reb Asts                  | Estadísticas 15 Brandi Harvey-Carr 9 Emily Tevez 4 Hillary Martínez | Pabellón: Centro de Deportes Colectivos Asistencia: 150 espectadores Árbitros: Julitys Guzmán Laureano Yezid Valentine Carreño Pinzón Krishna Domínguez |  |

| 2 de julio | Canadá                                                                | 82–46                                | República Dominicana                                                         | Santiago |  |
| 17:40      | Parciales: 23-9, 24-10, 12-14, 23-13                                  | Parciales: 23-9, 24-10, 12-14, 23-13 | Parciales: 23-9, 24-10, 12-14, 23-13                                         | |  |
|            | Estadísticas Delaney Gibb 21 Kayla Alexander 11 Shayeann Day-Wilson 8 | Reporte Pts Reb Asts                 | Estadísticas 17 Cesarina Capellán 6 C. Capellán, G. Reynoso 2 Tres jugadoras | Pabellón: Centro de Deportes Colectivos Árbitros: Lauren Niemiera Aline García Claudio Andrés Osorio Vargas |  |

### Grupo B
| Pos. | Equipo         | Pts | PJ | G | P | PF  | PC  | DP   |
| ---- | -------------- | --- | -- | - | - | --- | --- | ---- |
| 1.   | Estados Unidos | 8   | 4  | 4 | 0 | 372 | 200 | 172  |
| 2.   | Puerto Rico    | 7   | 4  | 3 | 1 | 282 | 243 | 39   |
| 3.   | Colombia       | 6   | 4  | 2 | 2 | 238 | 241 | -3   |
| 4.   | México         | 5   | 4  | 1 | 3 | 244 | 311 | -67  |
| 5.   | Chile          | 4   | 4  | 0 | 4 | 177 | 318 | -141 |

|  | Clasificado a la siguiente fase del torneo |

Los horarios corresponden al huso horario de Santiago, (UTC–4).
Fecha 1
| 28 de junio | Colombia                                                            | 65–68                                | Puerto Rico                                                         | Santiago                                                                                  |  |
| 17:40       | Parciales: 20-20, 22-16, 8-15, 15-17                                | Parciales: 20-20, 22-16, 8-15, 15-17 | Parciales: 20-20, 22-16, 8-15, 15-17                                |                                                                                           |  |
|             | Estadísticas Jenifer Muñoz 23 Yuliany Paz 11 M. Ríos, D. González 3 | Reporte Pts Reb Asts                 | Estadísticas 15 Arella Guirantes 7 Mya Hollingshed 3 Angelica Velez | Pabellón: Centro de Deportes Colectivos Árbitros: Daniel García Fei Xiang Diego Chiconato |  |

| 28 de junio | Chile                                                             | 47–108                              | Estados Unidos                                             | Santiago                                                                                              |  |
| 20:25       | Parciales: 14-19, 9-27, 22-33, 2-29                               | Parciales: 14-19, 9-27, 22-33, 2-29 | Parciales: 14-19, 9-27, 22-33, 2-29                        | |  |
|             | Estadísticas Valentina Ojeda 11 Tres jugadoras 4 Javiera Campos 4 | Reporte Pts Reb Asts                | Estadísticas 22 Raegan Beers 7 Raegan Beers 7 Olivia Miles | Pabellón: Centro de Deportes Colectivos Árbitros: Juan Fernández Aline García Larissa Sales Rodrigues |  |

Fecha 2
| 29 de junio | México                                                                    | 76–59                                 | Chile                                                                | Santiago |  |
| 17:40       | Parciales: 12-15, 27-17, 15-13, 22-14                                     | Parciales: 12-15, 27-17, 15-13, 22-14 | Parciales: 12-15, 27-17, 15-13, 22-14                                | |  |
|             | Estadísticas Mariana Valenzuela 24 Anisa Jeffreis 7 M. Lara, H. Ramírez 4 | Reporte Pts Reb Asts                  | Estadísticas 24 Jovanka Ljubetic 8 Bárbara Cousiño 4 Bárbara Cousiño | Pabellón: Centro de Deportes Colectivos Asistencia: 1500 espectadores Árbitros: Diego Chiconato Franco Anselmo Krivokapich Samuel Hidalgo |  |

| 29 de junio | Estados Unidos                                                | 80–43                               | Colombia                                                      | Santiago                                                                                         |  |
| 20:10       | Parciales: 10-15, 9-23, 15-3, 17-11                           | Parciales: 10-15, 9-23, 15-3, 17-11 | Parciales: 10-15, 9-23, 15-3, 17-11                           |                                                                                                  |  |
|             | Estadísticas Mikayla Blakes 15 Raegan Beers 10 Olivia Miles 8 | Reporte Pts Reb Asts                | Estadísticas 10 Valentina López 6 Marlyn Vente 2 Manuela Ríos | Pabellón: Centro de Deportes Colectivos Árbitros: Fei Xiang Larissa Sales Rodrigues Aline García |  |

Fecha 3
| 30 de junio | Colombia                                                   | 71–60                                | México                                                                    | Santiago                                                                                              |  |
| 17:40       | Parciales: 22-6, 20-15, 13-16, 16-23                       | Parciales: 22-6, 20-15, 13-16, 16-23 | Parciales: 22-6, 20-15, 13-16, 16-23                                      | |  |
|             | Estadísticas Manuela Ríos 12 Yuliany Paz 8 Jenifer Muñoz 5 | Reporte Pts Reb Asts                 | Estadísticas 15 A. Jeffreis, H. Ramírez 11 Anisa Jeffreis 3 Hazel Ramírez | Pabellón: Centro de Deportes Colectivos Árbitros: Juan Fernández Fei Xiang Franco Anselmo Krivokapich |  |

| 30 de junio | Puerto Rico                                                            | 62–80                                | Estados Unidos                                                            | Santiago                                                                                          |  |
| 20:10       | Parciales: 15-20, 19-15, 8-25, 20-20                                   | Parciales: 15-20, 19-15, 8-25, 20-20 | Parciales: 15-20, 19-15, 8-25, 20-20                                      |                                                                                                   |  |
|             | Estadísticas Trinity San Antonio 12 Brianna Jones 6 Arella Guirantes 4 | Reporte Pts Reb Asts                 | Estadísticas 14 Gianna Kneepkens 7 O. Miles, G. VanSlooten 8 Olivia Miles | Pabellón: Centro de Deportes Colectivos Árbitros: Daniel García Diego Chiconato Roberto Fernández |  |

Fecha 4
| 1 de julio | México                                                                    | 60–77                                 | Puerto Rico                                                          | Santiago |  |
| 17:40      | Parciales: 14-32, 16-16, 12-10, 18-19                                     | Parciales: 14-32, 16-16, 12-10, 18-19 | Parciales: 14-32, 16-16, 12-10, 18-19                                | |  |
|            | Estadísticas Gabriela Jaquez 15 M. Valenzuela, C. Ramos 8 Claudia Ramos 4 | Reporte Pts Reb Asts                  | Estadísticas 31 Arella Guirantes 12 Arella Guirantes 7 Pamela Rosado | Pabellón: Centro de Deportes Colectivos Asistencia: 500 espectadores Árbitros: Andrés Bartel Samuel Hidalgo Fei Xiang |  |

| 1 de julio | Chile                                                                    | 33–59                              | Colombia                                                      | Santiago |  |
| 20:10      | Parciales: 12-16, 7-15, 7-12, 7-16                                       | Parciales: 12-16, 7-15, 7-12, 7-16 | Parciales: 12-16, 7-15, 7-12, 7-16                            | |  |
|            | Estadísticas Catalina Pérez 9 Constanza Cardenas 7 J. Campos, C. Pérez 2 | Reporte Pts Reb Asts               | Estadísticas 12 Jenifer Muñoz 10 Yuliany Paz 3 Tres jugadoras | Pabellón: Centro de Deportes Colectivos Asistencia: 2500 espectadores Árbitros: Daniel García Franco Anselmo Krivokapich Larissa Sales Rodrigues |  |

Fecha 5
| 2 de julio | Estados Unidos                                                    | 104–48                               | México                                                           | Santiago |  |
| 14:10      | Parciales: 21-10, 22-14, 36-16, 25-8                              | Parciales: 21-10, 22-14, 36-16, 25-8 | Parciales: 21-10, 22-14, 36-16, 25-8                             | |  |
|            | Estadísticas Gianna Kneepkens 20 Tres jugadoras 6 Olivia Miles 10 | Reporte Pts Reb Asts                 | Estadísticas 14 Anisa Jeffreis 9 Anisa Jeffreis 3 Anisa Jeffreis | Pabellón: Centro de Deportes Colectivos Asistencia: 300 espectadores Árbitros: Fei Xiang Larissa Sales Rodrigues Franco Anselmo Krivokapich |  |

| 2 de julio | Puerto Rico                                                       | 75–38                              | Chile                                                                        | Santiago                                                                                           |  |
| 20:10      | Parciales: 25-16, 20-8, 17-6, 13-8                                | Parciales: 25-16, 20-8, 17-6, 13-8 | Parciales: 25-16, 20-8, 17-6, 13-8                                           | |  |
|            | Estadísticas India Pagan 18 Jacqueline Benítez 8 Tres jugadoras 5 | Reporte Pts Reb Asts               | Estadísticas 14 Bárbara Cousiño 13 Constanza Cárdenas 3 J. Campos, B.Cousiño | Pabellón: Centro de Deportes Colectivos Árbitros: Juan Fernández Diego Chiconato Roberto Fernández |  |

## Fase eliminatoria
|  | Quinto puesto 6 de junio | Quinto puesto 6 de junio |                      |     | Clasificación 5º-8º 5 de junio | Clasificación 5º-8º 5 de junio |           |    | Cuartos de final 4 de junio | Cuartos de final 4 de junio |                |    | Semifinales 5 de junio | Semifinales 5 de junio |  |  | Final 6 de junio | Final 6 de junio |
|  |                          |                          |                      |     |                                |                                |           |    |                             |                             |                |    |                        |                        |  |  |                  |                  |
|  |                          |                          |                      |     |                                |                                |           |    |                             |                             |                |    |                        |                        |  |  |                  |                  |
|  |                          |                          |                      |     |                                |                                |           |    |                             |                             |                |    |                        |                        |  |  |                  |                  |
|  |                          |                          |                      |     |                                |                                |           |    | Brasil                      | 84                          |                |    |                        |                        |  |  |                  |                  |
|  |                          |                          |                      |     |                                |                                |           |    | Brasil                      | 84                          |                |    |                        |                        |  |  |                  |                  |
|  |                          |                          | México               | 61  |                                |                                |           |    |                             |                             |                |    |                        |                        |  |  |                  |                  |
|  |                          | México                   | México               | 61  | 67                             |                                |           |    |                             | Brasil                      | 108            |    |                        |                        |  |  |                  |                  |
|  |                          |                          |                      |     | 67                             |                                |           |    |                             | Brasil                      | 108            |    |                        |                        |  |  |                  |                  |
|  |                          |                          | Puerto Rico          | 72  |                                |                                | Argentina | 68 |                             |                             |                |    |                        |                        |  |  |                  |                  |
|  | Puerto Rico              | 51                       | Puerto Rico          | 72  |                                |                                | Argentina | 68 |                             |                             |                |    |                        |                        |  |  |                  |                  |
|  | Puerto Rico              | 51                       |                      |     |                                |                                |           |    |                             |                             |                |    |                        |                        |  |  |                  |                  |
|  |                          |                          | Argentina            | 53  |                                |                                |           |    |                             |                             |                |    |                        |                        |  |  |                  |                  |
|  | Puerto Rico              | 65                       | Argentina            | 53  |                                |                                | Brasil    | 84 |                             |                             |                |    |                        |                        |  |  |                  |                  |
|  | Puerto Rico              | 65                       |                      |     |                                |                                | Brasil    | 84 |                             |                             |                |    |                        |                        |  |  |                  |                  |
|  | Colombia                 | 76                       |                      |     | Estados Unidos                 | 92                             |           |    |                             |                             |                |    |                        |                        |  |  |                  |                  |
|  | Colombia                 | 76                       | Estados Unidos       | 110 | Estados Unidos                 | 92                             |           |    |                             |                             |                |    |                        |                        |  |  |                  |                  |
|  |                          |                          | Estados Unidos       | 110 |                                |                                |           |    |                             |                             |                |    |                        |                        |  |  |                  |                  |
|  |                          |                          | República Dominicana | 44  |                                |                                |           |    |                             |                             |                |    |                        |                        |  |  |                  |                  |
|  | Séptimo puesto           | Séptimo puesto           | República Dominicana | 44  | República Dominicana           | 53                             |           |    |                             |                             | Estados Unidos | 65 | Tercer puesto          | Tercer puesto          |  |  |                  |                  |
|  | Séptimo puesto           | Séptimo puesto           |                      |     | República Dominicana           | 53                             |           |    |                             |                             | Estados Unidos | 65 | Tercer puesto          | Tercer puesto          |  |  |                  |                  |
|  |                          |                          |                      |     | Colombia                       | 81                             |           |    | Canadá                      | 53                          |                |    |                        |                        |  |  |                  |                  |
|  | México                   | 84                       | Canadá               | 73  | Colombia                       | 81                             | Argentina | 75 | Canadá                      | 53                          |                |    |                        |                        |  |  |                  |                  |
|  | México                   | 84                       | Canadá               | 73  |                                |                                | Argentina | 75 |                             |                             |                |    |                        |                        |  |  |                  |                  |
|  | República Dominicana     | 54                       |                      |     | Colombia                       | 49                             |           |    | Canadá                      | 76                          |                |    |                        |                        |  |  |                  |                  |

#### Cuartos de final
| 4 de julio | Estados Unidos                                                    | 110–44                                | República Dominicana                                      | Santiago |  |
| 11:40      | Parciales: 28-11, 27-10, 30-13, 25-10                             | Parciales: 28-11, 27-10, 30-13, 25-10 | Parciales: 28-11, 27-10, 30-13, 25-10                     | |  |
|            | Estadísticas Flau'jae Johnson 22 Raegan Beers 10 Hannah Hidalgo 9 | Reporte Pts Reb Asts                  | Estadísticas 12 Anyi Hodge 6 Anyi Hodge 5 Yenifer Jiménez | Pabellón: Centro de Deportes Colectivos Árbitros: Krishna Domínguez Roberto Fernández Larissa Sales Rodrigues |  |

| 4 de julio | Canadá                                                                | 73–49                                | Colombia                                                             | Santiago |  |
| 14:10      | Parciales: 13-6, 24-10, 21-12, 15-21                                  | Parciales: 13-6, 24-10, 21-12, 15-21 | Parciales: 13-6, 24-10, 21-12, 15-21                                 | |  |
|            | Estadísticas S. Colley, Y. Ejim 12 Kayla Alexander 9 Tres jugadoras 3 | Reporte Pts Reb Asts                 | Estadísticas 14 Esperanza Delgado 6 Yuliany Paz 4 C. López, M. Vente | Pabellón: Centro de Deportes Colectivos Árbitros: Juan Fernández Diego Chiconato Claudio Andrés Osorio Vargas |  |

| 4 de julio | Brasil                                                                        | 84–61                                | México                                                               | Santiago |  |
| 17:40      | Parciales: 16-9, 20-21, 18-15, 30-16                                          | Parciales: 16-9, 20-21, 18-15, 30-16 | Parciales: 16-9, 20-21, 18-15, 30-16                                 | |  |
|            | Estadísticas Damiris Dantas 24 Kamilla Cardoso 16 E. De Oliveira, D. Dantas 4 | Reporte Pts Reb Asts                 | Estadísticas 15 Gabriela Jaquez 8 Gabriela Jaquez 2 Cuatro jugadoras | Pabellón: Centro de Deportes Colectivos Asistencia: 500 espectadores Árbitros: Aline García Yezid Valentine Carreño Pinzón Samuel Hidalgo |  |

| 4 de julio | Puerto Rico                                                                   | 51–53                                 | Argentina                                                         | Santiago |  |
| 20:10      | Parciales: 14-11, 11-13, 10-13, 16-16                                         | Parciales: 14-11, 11-13, 10-13, 16-16 | Parciales: 14-11, 11-13, 10-13, 16-16                             | |  |
|            | Estadísticas Arella Guirantes 16 M. Hollingshed, I. Pagan 8 Mya Hollingshed 3 | Reporte Pts Reb Asts                  | Estadísticas 15 Melisa Gretter 9 Agostina Burani 7 Melisa Gretter | Pabellón: Centro de Deportes Colectivos Asistencia: 1000 espectadores Árbitros: Andrés Bertel Daniel García Fei Xiang |  |

#### Clasificación 5.° al 8.° puesto
| 5 de julio | República Dominicana                                                     | 53–81                                 | Colombia                                                    | Santiago |  |
| 11:40      | Parciales: 17-20, 11-25, 12-17, 13-19                                    | Parciales: 17-20, 11-25, 12-17, 13-19 | Parciales: 17-20, 11-25, 12-17, 13-19                       | |  |
|            | Estadísticas Cesarina Capellán 16 Giocelis Reynoso 8 Cesarina Capellán 3 | Reporte Pts Reb Asts                  | Estadísticas 20 Yuliany Paz 13 Yuliany Paz 5 Tres jugadoras | Pabellón: Centro de Deportes Colectivos Asistencia: 100 espectadores Árbitros: Julirys Guzmán Galeano Lauren Niemiera Larissa Sales Rodrigues |  |

| 5 de julio | México                                                           | 67–72                                 | Puerto Rico                                                                | Santiago |  |
| 14:10      | Parciales: 22-15, 13-17, 21-18, 11-22                            | Parciales: 22-15, 13-17, 21-18, 11-22 | Parciales: 22-15, 13-17, 21-18, 11-22                                      | |  |
|            | Estadísticas Mariana Valenzuela 22 Myriam Lara 9 Hazel Ramírez 5 | Reporte Pts Reb Asts                  | Estadísticas 17 Trinity San Antonio 5 Tres jugadoras 6 Trinity San Antonio | Pabellón: Centro de Deportes Colectivos Árbitros: Andrés Bartel Diego Chiconato Claudio Andrés Osorio Vargas |  |

#### Semifinales
| 5 de julio | Estados Unidos                                                     | 65–53                                | Canadá                                                           | Santiago |  |
| 17:40      | Parciales: 12-14, 19-19, 20-15, 14-5                               | Parciales: 12-14, 19-19, 20-15, 14-5 | Parciales: 12-14, 19-19, 20-15, 14-5                             | |  |
|            | Estadísticas Hannah Hidalgo 19 Cuatro jugadoras 5 Hannah Hidalgo 4 | Reporte Pts Reb Asts                 | Estadísticas 10 Kayla Alexander 13 Kayla Alexander 4 Syla Swords | Pabellón: Centro de Deportes Colectivos Asistencia: 500 espectadores Árbitros: Krishna Domínguez Aline García Yezid Valentine Carreño Pinzón |  |

| 5 de julio | Brasil                                                         | 108–68                                | Argentina                                                                      | Santiago                                                                                         |  |
| 20:10      | Parciales: 33-22, 26-14, 28-17, 21-15                          | Parciales: 33-22, 26-14, 28-17, 21-15 | Parciales: 33-22, 26-14, 28-17, 21-15                                          |                                                                                                  |  |
|            | Estadísticas Bella Nascimento 22 Thayná Silva 9 Cacá Martins 9 | Reporte Pts Reb Asts                  | Estadísticas 15 Melisa Gretter 6 Candela Gentinetta 3 A. Siciliano, D. Cabrera | Pabellón: Centro de Deportes Colectivos Árbitros: Daniel García Roberto Fernández Samuel Hidalgo |  |

#### Séptimo puesto
| 6 de julio | México                                                                   | 84–54                                 | República Dominicana                                                       | Santiago |  |
| 11:40      | Parciales: 21-12, 29-12, 17-14, 17-16                                    | Parciales: 21-12, 29-12, 17-14, 17-16 | Parciales: 21-12, 29-12, 17-14, 17-16                                      | |  |
|            | Estadísticas Mariana Valenzuela 16 Mariana Valenzuela 17 Hazel Ramírez 6 | Reporte Pts Reb Asts                  | Estadísticas 15 Cesarina Capellán 9 Giocelis Reynoso 3 Y. Abreu, Y. Queliz | Pabellón: Centro de Deportes Colectivos Asistencia: 200 espectadores Árbitros: Aline García Yezid Valentine Carreño Pinzón Franco Anselmo Krivokapich |  |

#### Quinto puesto
| 6 de julio | Puerto Rico                                                   | 65–76                                 | Colombia                                                      | Santiago |  |
| 14:10      | Parciales: 16-18, 18-27, 13-15, 18-16                         | Parciales: 16-18, 18-27, 13-15, 18-16 | Parciales: 16-18, 18-27, 13-15, 18-16                         | |  |
|            | Estadísticas Pamela Rosado 17 Pamela Rosado 9 Pamela Rosado 7 | Reporte Pts Reb Asts                  | Estadísticas 18 Yuliany Paz 10 Mabel Martínez 10 Manuela Ríos | Pabellón: Centro de Deportes Colectivos Asistencia: 700 espectadores Árbitros: Daniel García Diego Chiconato Krishna Domínguez |  |

#### Tercer puesto
| 6 de julio | Argentina                                                         | 75–76                                                | Canadá                                                              | Santiago |  |
| 17:40      | Parciales: 16-19, 18-12, 8-16, 17-12 (T.E.: 8-8 8-9)              | Parciales: 16-19, 18-12, 8-16, 17-12 (T.E.: 8-8 8-9) | Parciales: 16-19, 18-12, 8-16, 17-12 (T.E.: 8-8 8-9)                | |  |
|            | Estadísticas Macarena D’Urso 22 Diana Cabrera 12 Melisa Gretter 5 | Reporte Pts Reb Asts                                 | Estadísticas 23 Syla Swords 16 Yvonne Ejim 4 D. Gibb, S. Day-Wilson | Pabellón: Centro de Deportes Colectivos Árbitros: Carmelo De La Rosa Álvarez Lauren Niemiera Julyris Guzmán Galeano |  |

#### Final
| 6 de julio | Brasil                                                           | 84–92                                 | Estados Unidos                                                 | Santiago                                                                                 |  |
| 20:10      | Parciales: 22-25, 25-20, 19-20, 18-27                            | Parciales: 22-25, 25-20, 19-20, 18-27 | Parciales: 22-25, 25-20, 19-20, 18-27                          |                                                                                          |  |
|            | Estadísticas Damiris Dantas 35 Damiris Dantas 8 Damiris Dantas 4 | Reporte Pts Reb Asts                  | Estadísticas 27 Mikayla Blakes 7 Tres jugadoras 9 Olivia Miles | Pabellón: Centro de Deportes Colectivos Árbitros: Andrés Bartel Juan Fernández Fei Xiang |  |

|                                   |
| Bandera de Estados Unidos         |
| Campeón Estados Unidos 5.º título |

## Distinciones
| Categoría                  | Ganadora                                                                      |
| -------------------------- | ----------------------------------------------------------------------------- |
| Jugadora Más Valiosa (MVP) | Mikayla Blakes                                                                |
| Jugadora Revelación        | Gabriela Jaquez                                                               |
| Quinteto ideal             | Mikayla Blakes Hannah Hidalgo Damiris Dantas Kamilla Cardoso Syla Swords      |
| Segundo quinteto           | Melisa Gretter Arella Guirantes Bella Nascimento Olivia Miles Kayla Alexander |

## Posiciones finales
| Pos.              | Equipo               | Pts | G-P | PF  | PC  | Dif. |
| ----------------- | -------------------- | --- | --- | --- | --- | ---- |
| Medalla de oro    | Estados Unidos       | 14  | 7-0 | 639 | 381 | 258  |
| Medalla de plata  | Brasil               | 13  | 6-1 | 600 | 431 | 169  |
| Medalla de bronce | Canadá               | 11  | 5-2 | 520 | 391 | 129  |
| 4.º               | Argentina            | 11  | 3-4 | 437 | 485 | -48  |
| 5.º               | Colombia             | 11  | 4-3 | 444 | 432 | 12   |
| 6.º               | Puerto Rico          | 11  | 4-3 | 470 | 439 | 31   |
| 7.º               | México               | 9   | 2-5 | 456 | 521 | -65  |
| 8.º               | República Dominicana | 8   | 1-6 | 355 | 556 | -201 |
| 9.º               | Chile                | 4   | 0-4 | 177 | 318 | -141 |
| 10.º              | El Salvador          | 4   | 0-4 | 199 | 343 | -144 |

## Clasificadas a laCopa Mundial de Baloncesto Femenino de 2026y aTorneo Clasificatorio a la Copa del Mundo de Baloncesto Femenino FIBA 2026
| Bandera de Estados Unidos |
| Estados Unidos            |
| ------------------------- |

## Clasificadas a losTorneos Clasificatorios para la Copa del Mundo de Baloncesto Femenino FIBA 2026[9]
| Bandera de Argentina | Bandera de Brasil | Bandera de Canadá | Bandera de Colombia | Bandera de Puerto Rico |
| Argentina            | Brasil            | Canadá            | Colombia            | Puerto Rico            |
| -------------------- | ----------------- | ----------------- | ------------------- | ---------------------- |